# Ходы
Хо́ды (чеш. Chodové, нем. Choden) — субэтнос чешского народа, группа компактно проживала в окрестностях Домажлиц, Тахова и Пршимды (чеш. Přimda), обязанностью которых была охрана границы между Чешским королевством и Баварией. Они являлись прямыми подданными короля и за оказанные службы короне получали большие привилегии и льготы, которые их социально выделяли из среды окружающего населения.
Важным событием было признание ходов королём Болеславом Первым за пограничную стражу.

## Происхождение, деятельность

Флаг муниципалитета Ходов района Домажлице, использующийся также как этнический флаг ходов

Ходы появляются в письменных источниках в XIII веке, и до сего дня ведётся спор, происходят ли они от раннесредневоковой стражи ещё Пршемысловских князей или являются более поздними поселенцами. Некоторые источники указывают на их возможное происхождение от пленных, захваченных в ходе походов чешских князей в Польшу в XI веке и переселённых с территорий около реки Нотець вблизи княжества Гнезно. Так могли бы быть объяснены этнографическая разница по сравнению с окружающим населением и по-восточнославянски звучащий диалект.
Главной обязанностью ходов был обход и охрана границы. В случае обнаружения неприятеля объявлялось военное положение и производились мероприятия по нарушению транспортных коммуникаций (засеки на дорогах и прочее). В мирное время ходам надлежало следить за деятельностью баварцев, в случае если те не пересекают границу.
В 1325 году король Ян Люксембургский признал право ходов на пользование лесом в Северной Богемии за охрану границ. Ходы использовали в пограничной службе ходских псов (chodský pes).

## Территориальные группы

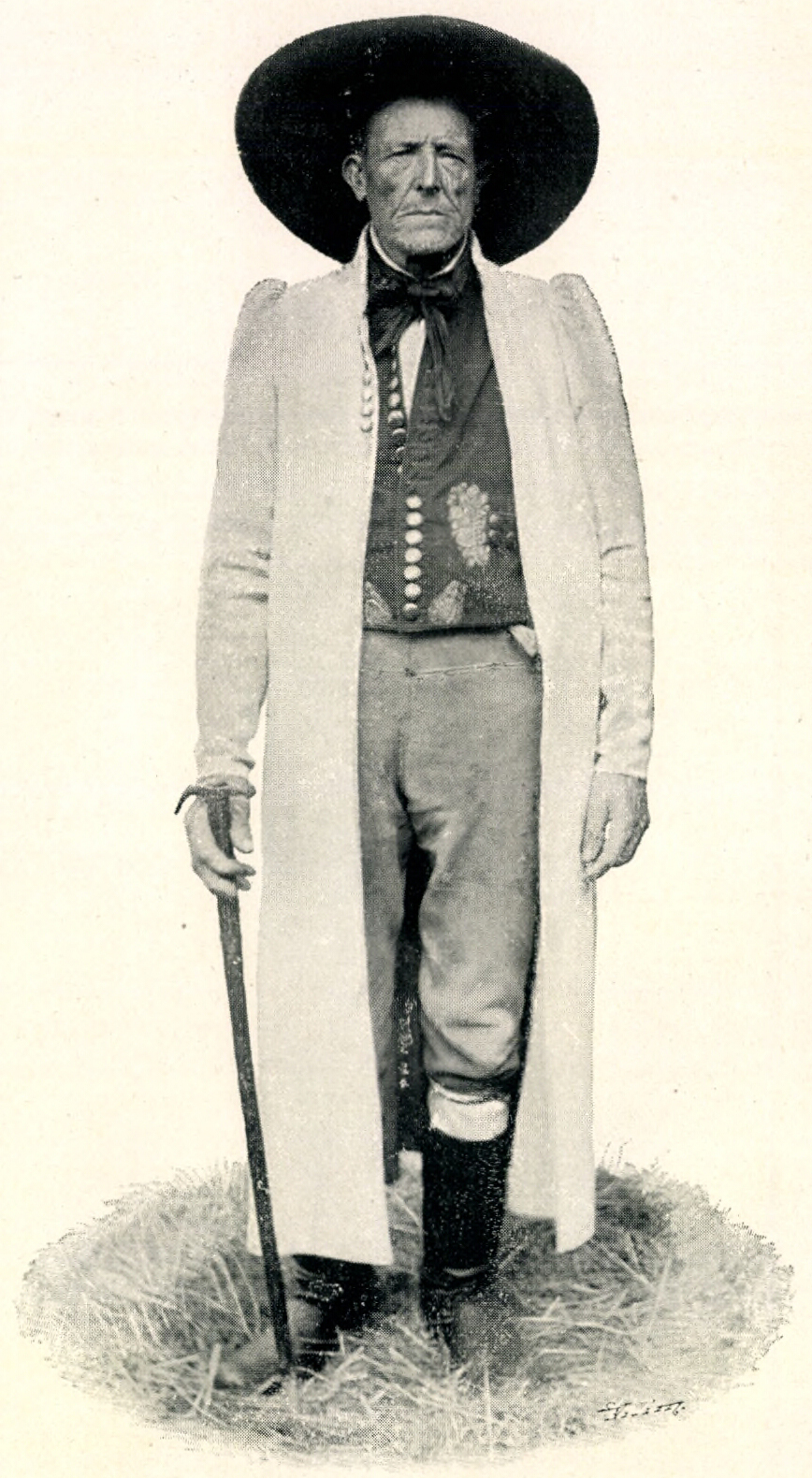
Крестьянин-ход из окрестностей Домажлице, 1906 год

Территориально ходы образовывали исторический этнографический регион Ходско (чеш. Chodsko, нем. Chodenland) в окрестностях Домажлиц, по торговому пути к баварскому Фурт-им-Вальд:
- Домажлице
- Мраков
- Кличов
- Коловеч
- Кдине
- Спавнёв
- Брниржов
- Коут-на-Шумаве
- Старец
- Постршеков
- Трганов
- Кленчи-под-Черховем,
- Бездеков
- Ходов
- Ходска-Льгота
- Драженов
- Поциновице
- Страж
- Тлумачов
- Тршемешне
- Уезд
- Пасечнице

Эти деревни создавали ядро формирования этногруппы, так как имели собственную печать, стяг и самоуправление.

## Современное состояние
В XVI веке положение ходов начало постепенно изменяться. В связи с общественно-экономическими изменениями началась тенденция к унификации подданных. Для ходов это стало большой проблемой, поскольку часть их льгот была традиционной и часто они не были письменно подтверждены. К тому же местная аристократия имела бо́льшее, чем король, желание эти права ограничивать или игнорировать. В конце XVII века произошло восстание ходов под руководством Яна Сладкого Козины.